# Platydracus fulvipes
Platydracus fulvipes är en skalbaggsart som först beskrevs av Giovanni Antonio Scopoli 1763.  Platydracus fulvipes ingår i släktet Platydracus, och familjen kortvingar. Arten är reproducerande i Sverige.